# Melodrama
Melodrama – drugi album studyjny nowozelandzkiej piosenkarki Lorde. Został wydany 16 czerwca 2017 roku przez wytwórnię Lava Records. Płyta spotkała się z szeregiem pozytywnych opinii ze strony krytyków muzycznych, a niektóre czasopisma ogłosiły ją „albumem roku”. Jest to pierwsze wydawnictwo piosenkarki, które trafiło na szczyt amerykańskiej listy Billboard 200.

## Lista utworów
| Melodrama – Edycja standardowa | Melodrama – Edycja standardowa | Melodrama – Edycja standardowa                              | Melodrama – Edycja standardowa                             | Melodrama – Edycja standardowa |
| Nr                             | Tytuł utworu                   | Autorzy                                                     | Produkcja                                                  | Długość                        |
| ------------------------------ | ------------------------------ | ----------------------------------------------------------- | ---------------------------------------------------------- | ------------------------------ |
| 1.                             | „Green Light”                  | Ella Yelich-O'Connor, Jack Antonoff, Joel Little            | Lorde, Antonoff, Frank Dukes, Kuk Harrell                  | 3:54                           |
| 2.                             | „Sober”                        | Yelich-O'Connor, Antonoff                                   | Lorde, Antonoff, Malay, Harrell                            | 3:17                           |
| 3.                             | „Homemade Dynamite”            | Yelich-O'Connor, Tove Lo, Jakob Jerlström, Ludvig Söderberg | Lorde, Dukes, Harrell                                      | 3:09                           |
| 4.                             | „The Louvre”                   | Yelich-O'Connor, Antonoff                                   | Lorde, Antonoff, Flume, Malay                              | 4:31                           |
| 5.                             | „Liability”                    | Yelich-O'Connor, Antonoff                                   | Lorde, Antonoff                                            | 2:52                           |
| 6.                             | „Hard Feelings/Loveless”       | Yelich-O'Connor, Antonoff                                   | Lorde, Antonoff, Dukes                                     | 6:07                           |
| 7.                             | „Sober II (Melodrama)”         | Yelich-O'Connor, Antonoff                                   | Lorde, Antonoff, Dukes, S1, Harrell                        | 2:58                           |
| 8.                             | „Writer in the Dark”           | Yelich-O'Connor, Antonoff                                   | Lorde, Antonoff                                            | 3:36                           |
| 9.                             | „Supercut”                     | Yelich-O'Connor, Antonoff                                   | Lorde, Antonoff, Little, Dukes, Jean-Benoît Dunckel, Malay | 4:37                           |
| 10.                            | „Liability (Reprise)”          | Yelich-O'Connor, Antonoff                                   | Lorde, Antonoff                                            | 2:16                           |
| 11.                            | „Perfect Places”               | Yelich-O'Connor, Antonoff                                   | Lorde, Antonoff, Andrew Wyatt, Dukes                       | 3:41                           |
|                                |                                |                                                             |                                                            | 40:58                          |

## Personel

### Produkcja
- Lorde – producent wykonawczy, producent muzyczny
- Jack Antonoff – producent wykonawczy, producent muzyczny (utwory 1, 2, 4–11), miksowanie (utwór 6)
- Frank Dukes – producent muzyczny (utwory 1, 3, 7), produkcja dodatkowa (utwory 6B, 9, 11)
- Malay – producent muzyczny (utwór 2), produkcja dodatkowa (utwory 4, 9)
- Joel Little – producent muzyczny  (utwór 9)
- Andrew Wyatt – producent muzyczny (utwór 11)
- Flume – produkcja dodatkowa (utwór 4)
- S1 – produkcja dodatkowa (utwór 7)
- Jean-Benoît Dunckel – produkcja dodatkowa (utwór 9)
- Kuk Harrell – producent wokalu (utwory 1–3), dodatkowy producent wokalu (utwór 7)

### Oprawa graficzna
- Sam McKinniss – okładka
- Theo Wenner – fotografia
- World of McIntosh Townhouse – zdjęcia
- 12:01 (office of Hassan Rahim) – dyrektor artystyczny, design

### Audio
- Laura Sisk – inżynier
- Barry McCready – asystent inżyniera (utwory 1, 2, 4–11)
- Greg Eliason – asystent inżyniera (utwory 1–4, 6–9, 11)
- Brendan Morawski – asystent inżyniera (utwory 1, 3–5, 7–11)
- Seth Paris – asystent inżyniera (utwory 2, 8, 10, 11)
- Eric Eylands – asystent inżyniera (utwory 3–7, 10, 11)
- Ben Sedano – asystent inżyniera (utwory 7, 9, 11)
- Serban Ghenea – miksowanie (utwory 1–4, 6A, 9, 11)
- Tom Elmhirst – miksowanie (utwory 5, 7, 8, 10)
- Jack Antonoff – miksowanie (utwór 6B)
- John Hanes – inżynieria miksowania (utwory 1–4, 6A, 9, 11)
- Joe Visciano – asystent miksowania (utwór 5)
- Brandon Bost – asystent miksowania (utwory 5, 7, 8, 10)
- Tom Coyne – mastering (utwory 1, 5)
- Randy Merrill – mastering (utwory 2–4, 6–11)

## Certyfikaty
| Kraj                         | Certyfikat         | Sprzedaż |
| ---------------------------- | ------------------ | -------- |
| Australia (ARIA)             | platynowa płyta    | 70 000+  |
| Brazylia (Pro-Música Brasil) | złota płyta        | 20 000+  |
| Kanada (Music Canada)        | platynowa płyta    | 80 000+  |
| Polska (ZPAV)                | złota płyta        | 10 000+  |
| Nowa Zelandia (RMNZ)         | 2x platynowa płyta | 30 000+  |
| Stany Zjednoczone (RIAA)     | złota płyta        | 500 000+ |
| Wielka Brytania (BPI)        | złota płyta        | 100 000+ |